# Scintilla
Scintilla — компонент редагування з відкритим вихідним кодом для Microsoft Windows і Linux з GTK +, розроблений Нейлом Ходжсоном (англ. Neil Hodgson).

## Функції
Основне призначення Scintilla — редагування вихідних текстів програм. Для цього вона має ряд спеціальних можливостей:
- Відображення номерів рядків.
- Згортання структурних блоків тексту (класів, функцій, циклів тощо).
- Підсвічування синтаксису для різних мов програмування і розмітки даних, причому можуть одночасно використовуватися різні шрифти, як моноширинні, так і пропорційні.
- Автоматична установка відступів.
- Підсвічування парних або непарних (незакритих) дужок.
- Автоматичне завершення використовуваних в файлі імен типів, функцій, змінних.
- Підказки про параметри функцій.
- Установка закладок.
- підтримка Юнікоду.

## Сумісність
Компонент Scintilla поширюється у вигляді DLL-бібліотеки, а також вихідних текстів на C++ і може бути скомпільований:
- для GNU / Linux за допомогою компілятора GCC версії не нижче 3.1 і
- для Microsoft Windows з використанням наступних компіляторів:
  - Microsoft Visual Studio .NET 2003.
  - MinGW C ++.
  - Borland C++ Builder.
  - Borland C++ Compiler 5.5.

На Linux використовує бібліотеку GTK +, на Windows - Windows API.

## Застосування
Існують щонайменше десять додатків, які використовують Scintilla:
- SciTE — текстовий редактор, який спочатку було створено для демонстрації можливостей Scintilla.
- Notepad++ — текстовий редактор для Microsoft Windows.
- Geany — легке багатоплатформове інтегроване середовище розробки.
- FbEdit — середовище розробки під Windows для мови FreeBASIC.
- Code::Blocks — багатоплатформове інтегроване середовище розробки з відкритим вихідним кодом.
- CodeLite — вільне багатоплатформове середовище розробки програмного забезпечення для мови С / С++ з відкритим початковим кодом.
- FlashDevelop — відкрите середовище розробки RIA Flex, Flash, Haxe для Microsoft Windows.
- Notepad2 — текстовий редактор для Microsoft Windows, як заміна стандартному застосунку «Блокнот».
- PureBasic IDE — багатоплатформове інтегроване середовище розробки для мови PureBasic[en].
- MySQL Workbench — інструмент для візуального проектування баз даних.

## Історія розвитку
- Перша опублікована версія Beta 0.80 випущена 14 березня 1999 року.
- Версія 1.0 була випущена 28 вересня 1999 р
- Версія 2.0 була випущена 11 серпня 2009 р
- Версія 3.0 була випущена 1 листопада 2011 р
- Поточна версія - 4.0.2, випущена 27 жовтня 2017 р [2].